# 腙

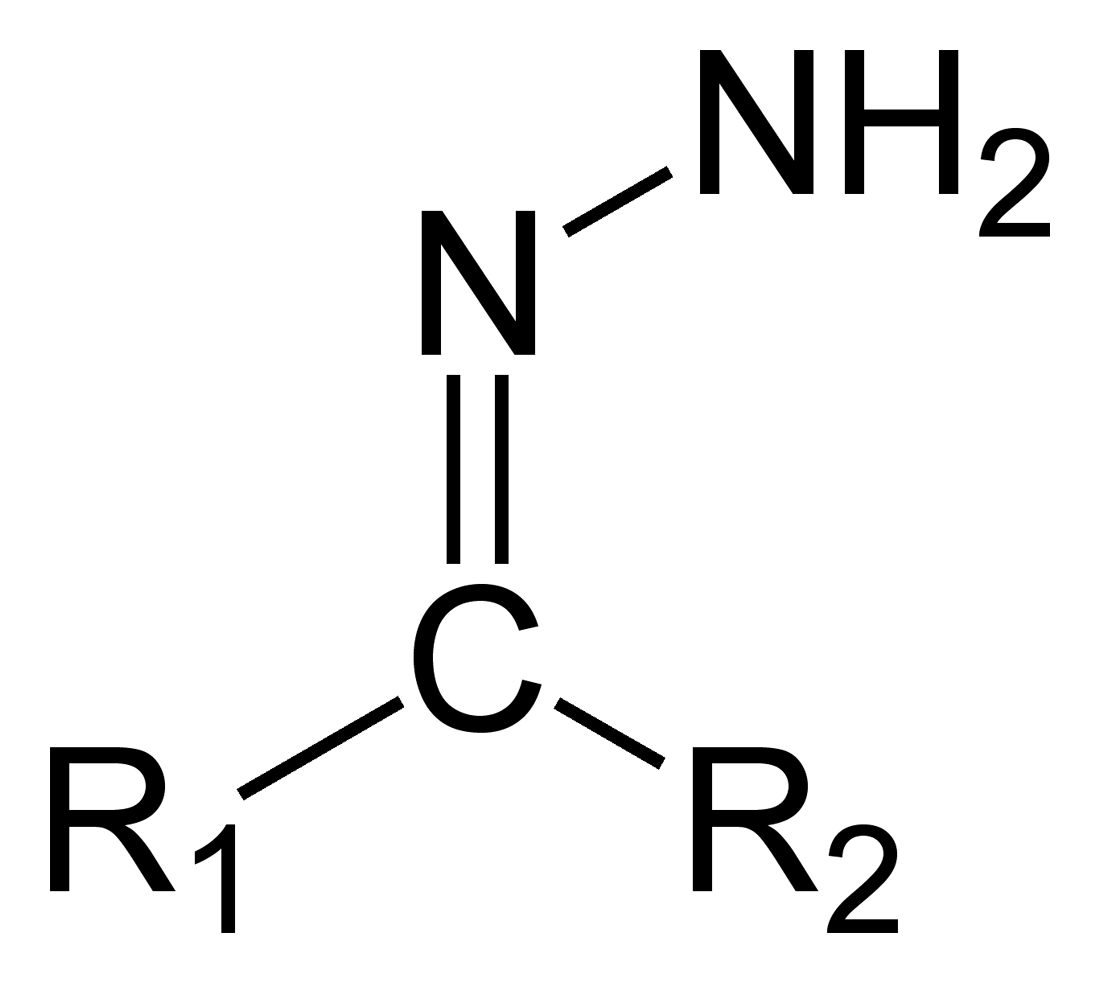
腙的通式

腙（Hydrazone）是含有R1R2C=NNH2结构的有机化合物，由醛和酮中的氧原子被NNH2官能团所替换而得。通常以肼与酮或醛反应制取。

## 用途
可通过腙的生成来检验醛和酮的存在，例如二硝基苯肼法鉴定羰基化合物。
羰基氰酯-3-氯苯基腙（FCCP）是生化中的常用试剂。
腙可发生腙的碘化反应、Shapiro反应和Bamford-Stevens反应生成乙烯基化合物。
|  |  |